# Kerandin
Kerandin is een bestuurslaag in het regentschap Lingga van de provincie Riau-archipel, Indonesië. Kerandin telt 580 inwoners (volkstelling 2010).